# زگونیکو
زگونیکو (به ایتالیایی: Sgonico) یک کومونه در ایتالیا است که در استان تریسته واقع شده‌است.

## خصوصیات
زگونیکو ۳۱٫۳ کیلومترمربع مساحت و ۲٬۱۳۰ نفر جمعیت دارد.